# Gerazym III (patriarcha Aleksandrii)
Gerazym III (zm. 1788) – prawosławny patriarcha Aleksandrii od 1 lipca 1783 do 17 sierpnia 1788. 